# هومن خلعتبری
هومن خلعتبری (زادهٔ ۲۷ فروردین ۱۳۴۸) نوازنده پیانو، رهبر ارکستر و اپرا اهل ایران است.

## زندگی‌نامه
هومن خلعتبری ۲۷ فروردین ۱۳۴۸ در تهران متولد شد. او نتیجه ی سپهسالار اعظم محمدولی‌خان تنکابنی می باشد. وی فراگیری پیانو را از ۶ سالگی نزد نیره اسکویی آغاز کرد و بعدها آن را نزد لیلی سرکیسیان و ملیک اصلانیان ادامه داد. او همزمان هارمونی و کنترپوان را نزد فریدون ناصری، آهنگسازی را نزد احمد پژمان و اصول رهبری ارکستر را از توماس کریستین داوید و حشمت سنجری آموخت.
در کنار تحصیل علم موسیقی، حضور و تجربه آکُمپانیمان (همراهی آواز با ساز پیانو) شاگردان کلاس آواز آریا زند و شاگردان کلاس ویلن حشمت سنجری سبب آشنایی بیشتر او با موسیقی کلاسیک شد.
هومن خلعتبری به عنوان پیانیست در تالار رودکی فعالیت داشت و تجربهٔ آکمپانیمان با سولیست‌ها و گروه کر اپرای تهران، باعث آشنایی بیشتر او با رپرتوار آواز کلاسیک و اپرا و سایر فعالیت‌های هنری او شد. وی همچنین در مستر کلاس‌های پیانو هنرمندانی همچون نوین افروز، گرهارد گرت اشلگر و هوتزل، شرکت کرد و بر دانش و سطح نوازندگی پیانوی خود افزود.

## فعالیت حرفه‌ای

### فعالیت حرفه‌ای در ایران
وی در طی دوران تحصیلات دانشگاهی، ردیف و دستگاه‌های موسیقی ایرانی را زیر نظر مهربانو توفیق (سه‌تار) و دروس موسیقی جهانی (کلاسیک) را زیر نظر افراد دیگر، همچون شریف لطفی، هوشنگ کامکار، امیراشرف آریانپور و کامبیز روشن روان آموخت و در سال ۱۳۷۵ از دانشکده موسیقی دانشگاه هنر تهران فارغ‌التحصیل شد.
ضبط و اجرای پیانو در موزیک متن بسیاری از فیلمهای سینمایی، آثار تولیدی صدا و سیما و همچنین انتشار ۲ سی دی «بارون بارونه» با ویلن حسین یوسف زمانی و «ای وطن» با تار کیوان ساکت و آواز فاضل جمشیدی از آثار اوست.
او طی سال‌های ۱۳۶۷ تا ۱۳۷۵ پیانیست ارکستر سمفونیک تهران، دستیار گرگین موسسیان درگروه کر ارکستر سمفونیک تهران، پیانیست ارکستر و گروه کر فرهنگسرای بهمن زیر نظر مهدی شمس نیکنام و آسیستان توماس کریستین داوید در ارکستر فیلارمونیک جوانان انستیتوی فرهنگی اتریش در تهران بود.

### فعالیت حرفه‌ای در اتریش
هومن خلعتبری در سال ۱۳۷۵ برای ادامه تحصیلات دانشگاهی خود عازم اتریش شد و در دانشگاه هنر و موسیقی شهر گراتس، رهبری کر را زیر نظر
Rupert Huber و Johannes Prinz
رهبری ارکستر را با A. Tamayou, R. Armanian و Martin Sighard
و اصول رهبری اپرا را نزد Wolfgan Bozic و G. Fruhman آموزش دید و تحصیلات خود را در دو رشتهٔ رهبری کر و رهبری ارکستر؛ با درجه عالی به پایان رسانید.

### فعالیت حرفه‌ای در سایر نقاط جهان
هومن خلعتبری در کنار رهبری اپرا و کنسرت با ارکستر فیلارمونیک ماریبور، ارکستر دو له سیتهٔ پاریس، ارکستر فیلارمونیک برنو چک، ارکستر ماوارین چک، ارکستر بوهوسلاو مارتینوی زلین و ارکستر فیلارمونیک زومبتای مجارستان، به عنوان تک نواز پیانو نیز در اروپا، ایالات متحده، کانادا و آسیا شرکت جسته‌است.
او به دلیل علاقهٔ ویژهٔ به موسیقی مدرن و معرّفی آن، به اجرای آثار آهنگسازان معاصر و جوان پرداخته و شمار زیادی از آثار آهنگسازان معاصر برای نخستین بار با اجرا ی وی ضبط و آرشیو شده‌است.
هومن خلعتبری به عنوان نوازنده پیانو با خوانندگانی نظیر: پری زنگنه، گوگوش، سروش ایزدی، نسرین عسگری، شیرین عسگری، نسرین حُبّی، سارا حمیدی و همچنین حسین سرشار، احمد پارسی، رشید وطن دوست، اسفندیار قره باغی و رامتین قضوی بر روی صحنه، اجرا و همکاری داشته‌است.

## فعالیت‌های اجرایی

### بنیانگذار، مدیر هنری و رهبر فستیوال
وی از سال ۱۳۷۸ تا ۱۳۸۱، دستیار ارکستر و رهبر کر فستیوال اپرایی Junger Künstler Graz شهر گراتس در جنوب اتریش بوده و از سال ۱۳۸۳ یکی از بنیانگذاران، مدیر هنری و رهبر فستیوال بین الملی موسیقی کلاسیک قصر کیرشتِتِن Internationaler Klassik Festival Schloss Kirchstetten در شمال اتریش است.
قابل ذکر است که رهبری سری کنسرت‌های افتتاحیه این فستیوال که در فضای باز برگزار شده و به " Klassic unter Sternen " - کلاسیک در زیر نور ستارگان - معروف می‌باشد هم به عهدهٔ هومن خلعتبری می‌باشد.

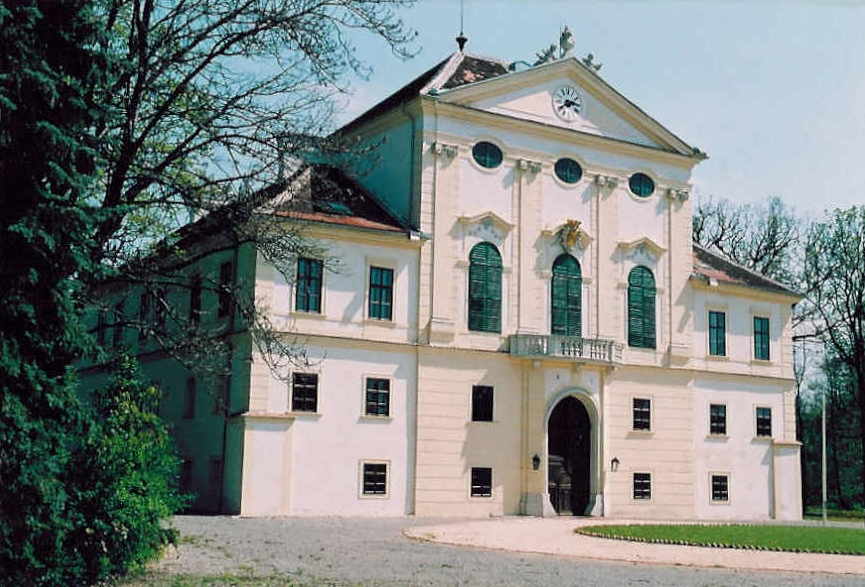
هومن خلعتبری یکی از بنیانگذاران، مدیر هنری و رهبر فستیوال بین الملی موسیقی کلاسیک قصر کیرشتِتِن در شمال اتریش می‌باشد.

اپراهایی که به رهبری وی در این فستیوال به روی صحنه آمده عبارتند از:
- ۲۰۰۱ - " ازدواج فیگارو " - موتزارت
- ۲۰۰۲ - " فلوت سحر آمیز " - موتزارت
- ۲۰۰۳ - " دون ژوان " - موتزارت
- ۲۰۰۴ - " آرایشگر شهر سویل " - جواکینو روسینی
- ۲۰۰۵ - " توسکا (اپرا) " - پوچینی
- ۲۰۰۶ - " همه زن‌ها اینگونه‌اند " - موتزارت
- ۲۰۰۷ - " دستبرد به حرمسرا " - موتزارت
- ۲۰۰۸ - " سیندرلا (اپرا) " - جواکینو روسینی
- ۲۰۰۹ - " لا تراویاتا " - جوزپه وردی
- ۲۰۱۰ - " رئیس تئاتر " - موتزارت و " اول موسیقی بعداً کلام " - آنتونیو سالیری + مشهورترین قطعات کُر از اپراهای معروف ۱
- ۲۰۱۱ - " خفاش (اپرا) " - یوهان اشتراوس (پسر) + مشهورترین قطعات کُر از اپراهای معروف ۲
- ۲۰۱۲ - " ازدواج فیگارو " - موتزارت + سمفونی شماره ۹ (بتهوون)
- ۲۰۱۳ - " ریگولتو " - جوزپه وردی + "تابلوهای یک نمایشگاه" - موسورگسکی
- ۲۰۱۴ - " دون ژوان " - موتزارت[۱۱]
- ۲۰۱۵ - " اکسیر عشق " - گائتانو دونیزتی[۱۵]
- ۲۰۱۶ - " دون پاسکوال " - گائتانو دونیزتی
- ۲۰۱۷ - " دختر هنگ " - گائتانو دونیزتی + قطعات معروف آهنگسازان روسی[۱۶]
- ۲۰۱۸ - " آرایشگر شهر سویل " - جواکینو روسینی + درود بر فرانسه (آثار آهنگسازان فرانسوی)[۱۷]
- ۲۰۱۹ - " دختر ایتالیایی در الجزایر " - جواکینو روسینی
- ۲۰۲۱ - " سینیور بروسکینو " - جواکینو روسینی[۱۸][۱۹]
- ۲۰۲۲ - " سیندرلا (اپرا) " - جواکینو روسینی

- ۲۰۲۳ - یک ترک در ایتالیا - جواکینو روسینی

- ۲۰۲۴ - دیوانگان عمدی - گائتانو دونیزتی

- ۲۰۲۵ - فرصت است که دزد می سازد - جواکینو روسینی

### رهبر و همکار هنری در اپرای شهر گراتس
هومن خلعتبری از سال ۱۳۷۸ تاکنون به عنوان رهبر و همکار هنری در اپرای شهر گراتس و مدرسهٔ آواز این اپرا (Singschule) فعالیت دارد.
اپراهای زیر با همکاری و رهبری وی به روی صحنه رفته‌اند:

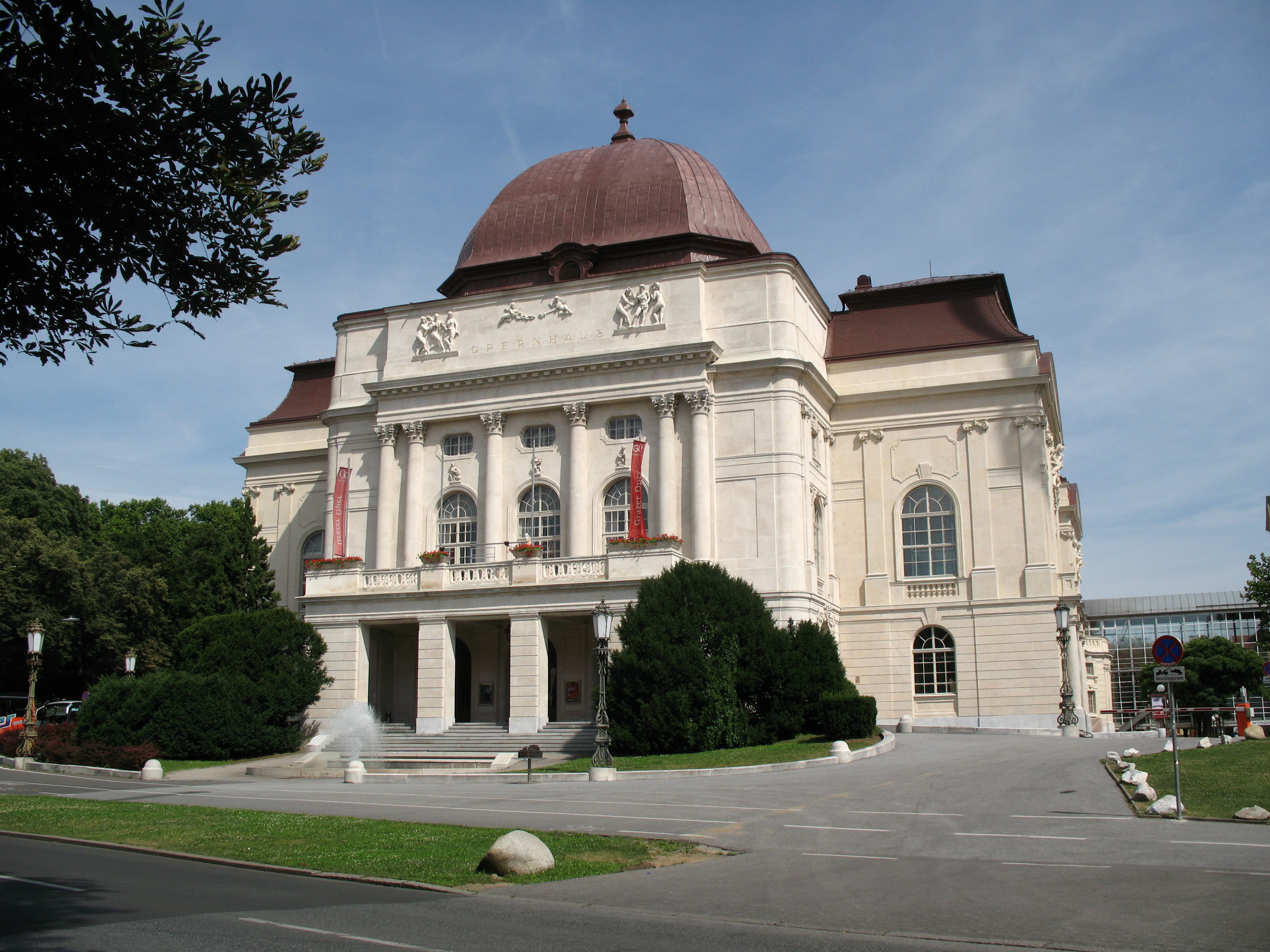
نمای ورودی اپرای گراتس - هومن خلعتبری از سال ۱۳۷۸ تا کنون به عنوان رهبر و همکار هنری در اپرای شهر گراتس و مدرسهٔ آواز این اپرا (Singschule) فعالیت داشته‌است.

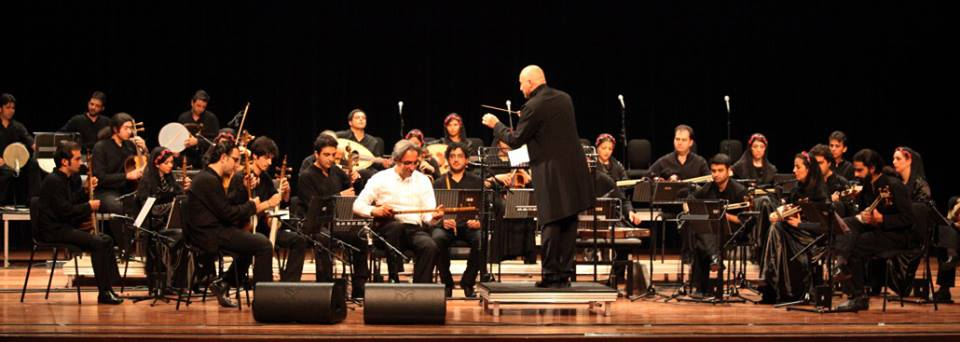
پروژه موسیقایی سیمرغ - اثر حمید متبسم؛ با تک خوانی همایون شجریان و رهبری هومن خلعتبری

| فصل هنری (میلادی) | نام اپرا                 | آهنگساز اپرا      | اپرانامه (اشعار و متن اپرا)     | زبان اپرا | تاریخ اولین اجرا |
| ----------------- | ------------------------ | ----------------- | ------------------------------- | --------- | ---------------- |
| ۱۳–۲۰۱۲           | لاتراویاتا               | جوزپه وردی        | فرانچسکو ماریا پیاوه            | ایتالیایی | ۶ مارس ۱۸۵۳      |
| ۱۳–۲۰۱۲           | مانون لسکو (پوچینی)      | پوچینی            | روجرو لئونکاوالو و لویجی ایلیکا | ایتالیایی | ۱ فوریه ۱۸۹۳     |
| ۱۳–۲۰۱۲           | اکسیر عشق                | گائتانو دونیزتی   | فلیس رومانی                     | ایتالیایی | ۱۲ می ۱۸۳۲       |
| ۱۳–۲۰۱۲ و ۱۴–۲۰۱۳ | هانسل و گرتل (اپرا)      | انگلبرت هامپردینک | ادلهایت وته                     | آلمانی    | ۲۳ دسامبر ۱۸۹۳   |
| ۱۳–۲۰۱۲           | ظهور و سقوط شهر ماهاگونی | کورت وایل         | برتولت برشت                     | آلمانی    | ۹ مارس ۱۹۳۰      |
| ۱۳–۲۰۱۲           | بانوی زیبای من           | فردریک لوو        | آلان جی لرنر                    | انگلیسی   | ۱۵ فوریه ۱۹۵۶    |
| ۱۴–۲۰۱۳           | لا بوهم                  | پوچینی            | لویجی ایلیکا و جوزپه جیاکوزا    | ایتالیایی | ۱ فوریه ۱۸۹۶     |
| ۱۴–۲۰۱۳           | سوگلی                    | انگلبرت هامپردینک | آلفونس رویر و گوستاو وَئز        | فرانسوی   | ۲ دسامبر ۱۸۴۰    |
| ۱۴–۲۰۱۳           | فلوت سحر آمیز            | موتزارت           | امانوئل شیکاندر                 | آلمانی    | ۳۰ سپتامبر ۱۷۹۱  |
| ۱۴–۲۰۱۳           | داستان کناره غربی        | لنارد برنستاین    | استفان سوندهایم                 | انگلیسی   | ۲۶ سپتامبر ۱۹۵۷  |
| ۱۴–۲۰۱۳           | هتل اسب سفید             | رالف بناتسکی      | رابرت استولز                    | آلمانی    | ۸ نوامبر ۱۹۳۰    |
| ۱۶–۱۲۰۱۵          | لوئیزا میلر              | جوزپه وردی        | سالوادر کامارانو                | ایتالیایی | ۸ دسامبر ۱۸۴۹    |
| ۱۶–۱۲۰۱۵          | آرایشگر شهر سویل         | جواکینو روسینی    | سزار استربینی                   | ایتالیایی | ۲۰ فوریه ۱۸۱۶    |
| ۱۶–۲۰۱۵           | آوای دوردستان            | فرانتس شرکر       | فرانتس شرکر                     | آلمانی    | ۱۸ اگوست ۱۹۱۲    |
| ۱۶–۲۰۱۵           | جشن اپرا                 | ریچارد هوی برگر   | ویکتور لئون و هنریک ون والدبرگ  | آلمانی    | ۵ ژانویه ۱۸۹۸    |
| ۱۶–۲۰۱۵           | احساس یونانی             | بوهوسلاو مارتینو  | بوهوسلاو مارتینو                | انگلیسی   | ۹ ژوئن ۱۹۶۱      |
| ۱۶–۲۰۱۵           | کارمن                    | ژرژ بیزه          | هانری مِلاک و لودوویک الِوی       | فرانسوی   | ۳ مارس ۱۸۷۵      |
| ۲۰۱۷–۱۸           | عروسی فیگارو             | موتزارت           | لرنزو دا پونته                  | ایتالیایی | ۱ مه ۱۷۸۶        |
| ۲۰۱۷–۱۸           | یوگنی آنگین (اپرا)       | چایکوفسکی         | الکساندر پوشکین                 | روسی      | ۲۹ مارس ۱۸۷۹     |
| ۲۰۱۷–۱۸           | آریان و ریش آبی          | پل دوکا           | موریس مترلینک                   | فرانسوی   | ۱۰ مه ۱۹۰۷       |
| ۲۰۱۷–۱۸           | لابوهم                   | پوچینی            | لویجی ایلیکا و جوزپه جیاکوزا    | ایتالیایی | ۱ فوریه ۱۸۹۶     |
| ۲۰۱۷–۱۸           | یک شب در ونیز            | یوهان اشتراوس پسر | ریچارد گنی                      | آلمانی    | ۳ اکتبر ۱۸۸۳     |

### رهبری موسیقی ارکسترال و گروه نوازی ایرانی
گستره رپرتوار وی در رهبری ارکستر و رهبری کر، حاصل روحیهٔ انتخابگر اوست و شامل طیف وسیعی از سبکهای مختلف مانند موسیقی کلاسیک (اپرا و سمفونی)، موسیقی مدرن و آتونال می‌باشد.
هومن خلعتبری تحصیلاتش را در هر دو زمینه موسیقی سنتی ایرانی (ردیف نوازی) و کلاسیک غربی (رهبری کر و ارکستر) به پایان رسانده؛ رهبری موسیقی ارکسترال و گروه نوازی ایرانی به شیوه ای کاملاً نوین و معرفی آن برای اولین بار در جهان، از اجرای او سیمرغ اثر حمید متبسم با تکخوانی همایون شجریان می‌باشد.
همچنین اجرای آثار علی اکبر قربانی با آواز سارا حمیدی و همراهی گروه بین‌المللی "وی - We" در سوئد و سوییس، برگ دیگری از فعالیت‌های اخیر او در حوزهٔ موسیقی ایرانی می‌باشد.

### فعالیت‌های جنبی - برنامه تلویزیونی
از دیگر فعالیت‌های جنبی او اجرای سه دوره برنامه آکادمی موسیقی گوگوش در تلویزیون من و تو ۱ به همراه خواننده پاپ گوگوش و همچنین بابک سعیدی در زمینه موسیقی پاپ ایرانی است. او به عنوان مربی آواز در این برنامه تلویزیونی حضور داشت.
هومن خلعتبری کارگاه‌های آوازی متعددی در کشورهای اروپایی برگزار کرده و اصول اجرا بر روی صحنه و آواز را تدریس می‌کند.

### آنسامبل شوش
سال‌ها بود که ایدهٔ ساختن یک آنسامبل کوارتت در ذهن هومن خلعتبری ساخته، پرداخته و سنجیده می‌شد تا سرانجام در سال ۲۰۲۰ به‌طور جدی مطرح و در کمتر از یک سال بعد، در ۲۰۲۱ میلادی به مرحله ظهور رسیده و آنسامبل شوش به وجود آمد.
آنسامبل شوش متشکل از چهار نوازنده با سازهای پیانو (هومن خلعتبری)، کمانچه (سینا علم)، پرکاشن (حبیب مفتاح) و کنترباس (تاده یوسفیان) است که گروهی «سازمحور» است و در بعضی موارد از نوازنده یا خوانندهٔ میهمان نیز بهره خواهد برد. در این آنسامبل اولویتی در نسبت‌های صدایی وجود ندارد و هر سازی دارای حضور و شخصیتی مستقل بوده و در نتیجه هماهنگی مناسبی را با هم خواهند داشت. قطعاتی که در این آنسامبل اجرا می‌شود به نوعی در سبک موسیقی تلفیقی، موسیقی ملل و موسیقی تجربی، با تمایل و نگاه به سمت موسیقی خاورمیانه است. سازهای پیانو، کمانچه و کنترباس به عنوان معرفی کنندهٔ خطوط ملودیک و هارمونیک بوده و در کنار آن‌ها وظیفهٔ اجرای ریتم و رنگ آمیزی غیرملودیک بر عهدهٔ سازهای پرکاشن است.